# Manchester (Illinois)
Manchester – wieś w Stanach Zjednoczonych, w stanie Illinois, w hrabstwie Scott.